# سرقة الفن
سرقة الفن، التي تسمى أحياناً الاختطاف الفني، هي سرقة الّلوحات أو المنحوتات أو غيرها من أشكال الفن البصري من المعارض أو المتاحف أو المواقع العامة والخاصة. غالباً ما يعاد بيع المسروقات أو يستخدمها المجرمون ضماناً لتأمين القروض. تسترد نسبة صغيرة من الفن المسروق بما يقدر بنحو 10%. تدير العديد من الدول فرق شرطة للتحقيق في سرقة الفن والتجارة غير المشروعة في الفن والآثار المسروقة.

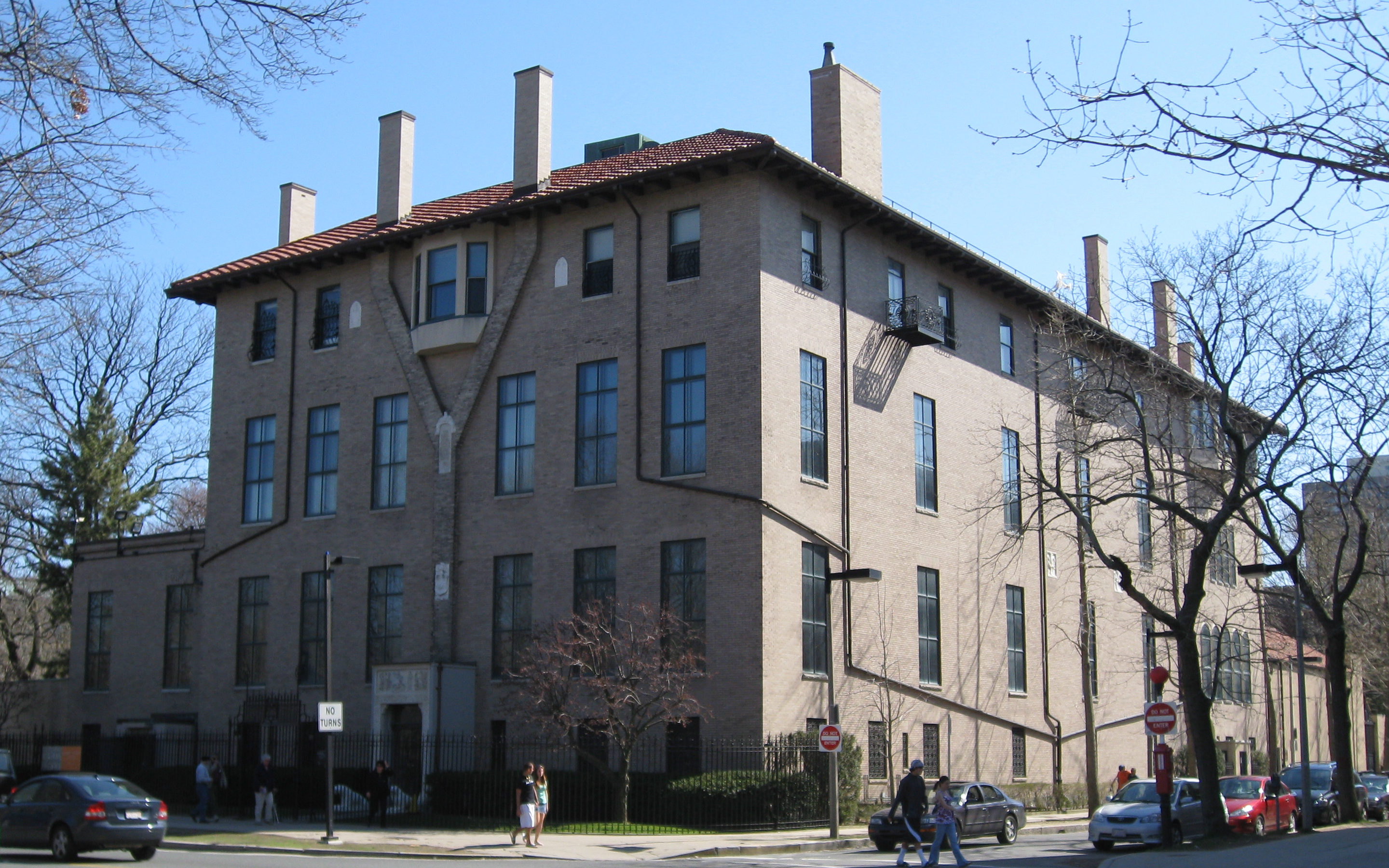
تَعَرض متحف إيزابيلا ستيوارت غاردنر للسرقة في عام 1990، وفقد الّلوحات والعناصر التي تزيد قيمتها عن 500 مليون دولار.

تشمل بعض قضايا السرقة الفنية سرقة لوحة الموناليزا من متحف الّلوفر في عام 1911 بواسطة الموظف فينتشنزو بيروجيا. والسرقة الأخرى هي سرقة لوحة الصرخة، التي سُرقت من متحف مونش في عام 2004، ولكنها استعيدت في عام 2006. حدثت أكبر سرقة فنية من حيث القيمة في متحف إيزابيلا ستيورات غاردنر في بوسطن، عندما سُرق 13 عملاً فنياً، تبلغ قيمتها مجتمعة 500 مليون دولار في عام 1990. ولا تزال القضية دون حل.

## السرقة الفردية
العديد من الّلصوص مدفوعون بحقيقة أن القطع الفنية القيمة تساوي ملايين الدولارات وتزن بضعة كيلوغرامات فقط على الأكثر. أيضاً، تتمتع معظم المتاحف البارزة بإجراءات أمنية مشددة للغاية، ولكن العديد من الأماكن التي تحتوي على مجموعات فنية بملايين الدولارات لديها تدابير أمنية سيئة بطريقة غير متناسبة. وهذا يجعلها عرضة للسرقات الأكثر تعقيداً بالقليل من التخريب وبالاستيلاء النموذجي، ولكنها توفرعائداً محتملاً كبيراً. يستهدف الّلصوص أحياناً الأعمال بناء على أساس إلمامهم بالفنان، بدلاً من سمعة الفنان في عالم الفن أو القيمة النظرية للعمل. لسوء حظ الّلصوص، من الصعب للغاية بيع الأعمال الفنية الأكثر شهرة والقيمة دون الوقوع، لأنه من شبه المؤكد أن أي مشترٍ مهتم سيعرف أن العمل مسروق والإعلان عنه مخاطرة  إذ يمكن لأي شخص أن يتصل بالسلطات. من الصعب أيضاً على المشتري عرض العمل للزوار دون الاعتراف بأنه مسروق، وهكذا يتجاوز الكثير موضوع امتلاك الفن. وبدلاً من ذلك تحتجز العديد من الأعمال الفنية الشهيرة للحصول على فدية من المالك الشرعي، وحتى إعادتها دون فدية بسبب نقص العملاء في السوق السوداء. تخاطر العودة للحصول على فدية أيضاً بنصب كمين.

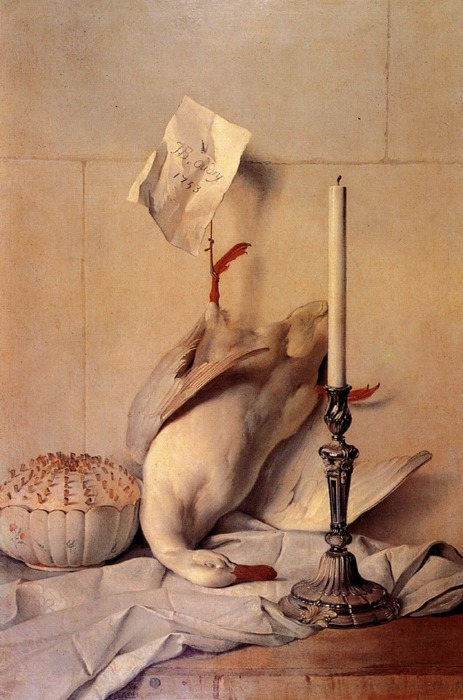
البطة البيضاء لجان باتيست أودري، التي سرقت في عام 1990

بالنسبة لأولئك الذين لديهم مجموعات كبيرة، مثل ماركز تشولموندلي في قاعة هوتون، فإن خطر السرقة لا يكاد يذكر وليس قابلًا للتفاوض. سُرقت لوحة البطة البيضاء لجان باتيست أودري من مجموعة تشولموندلي في قاعة هوتون عام 1990. ولا تزال الّلوحة مفقودة.

## إجراءات احتياطية في المتاحف
يمكن للمتاحف اتخاذ العديد من الإجراءات لمنع سرقة الأعمال الفنية، بما في ذلك وجود مرشدين أو حراس لمشاهدة العناصر المعروضة، وتجنب المواقف التي تُحظر فيها خطوط رؤية الكاميرا الأمنية، وتثبيت الّلوحات على الجدران باستخدام أسلاك معلقة ليست رفيعة للغاية وذات أقفال.

### إدراك سرقة الفن
ترعى مؤسسة سميثسونيان المؤتمر الوطني لحماية الممتلكات الثقافية، الذي يعقد سنوياً في واشنطن العاصمة دي سي. يستهدف المؤتمر المهنيين في مجال حماية الممتلكات الثقافية.
منذ عام 1996، نشرت شبكة أمن المتاحف التي تتخذ من هولندا مقراً لها الأخبار والمعلومات المتعلقة بقضايا فقدان الممتلكات الثقافية واستردادها. منذ تأسيسها، جمعت شبكة أمن المتاحف ونشرت أكثر من 45000 تقرير عن الحوادث المتعلقة بالممتلكات الثقافية. حصل مؤسس شبكة أمن المتاحف، تون كريمرز، على جائزة روبرت بيرك للمؤتمر الوطني لحماية الممتلكات الثقافية.
شهد عام 2007 تأسيس جمعية البحوث في الجرائم المرتكبة ضد الفن (أركا). أركا هو مجمع تفكير غير ربحي مخصص بشكل أساسي لرفع إدراك الجريمة الفنية (تزوير الفن والتخريب وكذلك السرقة) بصفته موضوعًا أكاديميًا. منذ عام 2009، قدمت أركا برنامج شهادة الدراسات عليا غير معتمد مخصص لهذا المجال من الدراسة. يقام برنامج شهادة الدراسات العليا في الجرائم الفنية وحماية التراث الثقافي من يونيو إلى أغسطس من كل عام في إيطاليا. كما يقدم عدد قليل من الجامعات الأمريكية، بما في ذلك جامعة نيويورك، دورات حول سرقة الفن.

## الاسترداد
في المجال العام، يحتفظ الإنتربول وفريق الجرائم الفنية التابع لمكتب التحقيقات الفيدرالي ووحدة الفنون والتحف التابعة لشرطة العاصمة لندن وفرقة الاحتيال الخاصة التابعة لإدارة شرطة نيويورك  وعدد من وكالات إنفاذ القانون الأخرى في جميع أنحاء العالم «بفرق» مكرسة للتحقيق في السرقات من هذا النوع واستعادة الأعمال الفنية المسروقة.
وفقاً لروبرت كينغ ويتمان، عميل مكتب التحقيقات الفيدرالي السابق الذي قاد فريق جرائم الفن حتى تقاعد عام 2008، إن الوحدة صغيرة جداً مقارنة بوحدات إنقاذ القانون المماثلة في أوروبا، ومعظم السرقات الفنية التي يحقق فيها مكتب التحقيقات الفيدرالي تشمل عملاء في المكاتب المحلية يتعاملون مع سرقة الممتلكات الروتينية، قال ويتمان في عام 2010 «يجري التسامح مع جرائم الفن والآثار، جزئيًا، لأنها تعد جريمة بلا ضحايا».
استجابة للوعي العام المتزايد بسرقة الفن واسترداده، يعمل عدد من الشركات غير الربحية والخاصة الآن على تسجيل المعلومات حول الخسائر والإشراف على جهود الاسترداد للأعمال الفنية المطالب بها ومن أبرزها:
•المؤسسة الدولية للبحوث الفنية
•لجنة الفن المنهوب في أوروبا
•مؤتمر مطالبات الهولوكوست
•سجل فقدان الفن
•مجموعة استعادة الفن
في يناير 2017، أعلنت وزارة الداخلية الإسبانية أن الشرطة من 18 دولة أوروبية، بدعم من الإنتربول واليوروبول ويونسكو، اعتقلت 75 شخصاً متورطًا في شبكة دولية من مهربي الأعمال الفنية. بدأت العملية الأوروبية في أكتوبر 2016 وأدت إلى استعادة نحو 3500 قطعة مسروقة بما في ذلك القطع الأثرية وغيرها من الأعمال الفنية. لم تقدم الوزارة جرداً للمواد المستردة أو مواقع الاعتقالات.
في عام 1968، شكلت وزارة التراث الثقافي والأنشطة والسياحة الإيطالية القيادة الدركية لحماية التراث الثقافي، والمعروفة باسم فرقة الدرك للفنون. في عام 1980، أنشأت (تي بي سي) قاعدة بيانات ليوناردو، مع معلومات حول أكثر من مليون عمل فني مسروق، ويمكن لوكالات إنفاذ القانون الوصول إليها في جميع أنحاء العالم.
في ديسمبر 2021، أمر مايكل شتاينهارت، الملياردير الأمريكي في صناديق التحوط، بتسليم 180 قطعة آثار منهوبة ومهربة بشكل غير قانوني بقيمة 70 مليون دولار أمريكي. ستجري إعادة الآثار إلى أصحابها الشرعيين. ويمنع السيد شتاينهارت مدى الحياة اقتناء أي آثار أخرى.

## سرقة الدولة، نهب واختلاس المتاحف في زمن الحرب
من عام 1933 وحتى نهاية الحرب العالمية الثانية، حافظ النظام النازي على سياسة نهب الفن للبيع أو لنقله إلى المتاحف في الرايخ الثالث. تولى هيرمان جورينج، رئيس القوات الجوية، بنفسه مسؤولية مئات القطع القيمة، المسروقة بشكل عام من اليهود وغيرهم من ضحايا الهولوكوست.
في أوائل عام 2011، جرت مصادرة نحو 1500 قطعة فنية، يُفترض أن النازيين قد سرقوها في أثناء الحرب العالمية الثانية وقبلها، من منزل خاص في ميونيخ بألمانيا. ولم يُعلن عن المصادرة حتى نوفمبر 2013.
بقيمة تقدر بمليار دولار، يعد اكتشافهم «مذهلاً»، ويتضمن أعمال بابلو بيكاسو وهنري ماتيس ومارك شاغال وبول كلي وماكس بيكمان وإميل نولد، وكلها تعد ضائعة.